# 미나세역
미나세역(일본어: 水無瀬駅, みなせえき)은 일본 오사카부 미시마군 시마모토정에 있는 한큐 전철 교토 본선의 역이다. 역 번호는 HK-74이다.
2008년 3월 15일, 서일본여객철도(JR 서일본) 도카이도 본선(JR 교토 선)에 시마모토역이 개통하기 전에는 시마모토 정의 유일한 철도역이었다.

## 역사
- 1939년 5월 16일: 게이한 전기철도 신케이한 선의 간마키 ~ 오야마자키 역 사이에 사쿠라이노 역(일본어: 桜井ノ駅, さくらいのえきえき)으로 개업.
- 1943년 10월 1일: 회사 합병으로 게이한신 급행전철(현, 한큐 전철)의 역이 됨.
- 1948년 1월 1일: 미나세역으로 역명 변경.
- 1949년 12월 1일: 신케이한 선이 교토 본선으로 노선명이 변경되어, 당 소속이 됨.
- 1963년
  - 4월 24일: 고가화 공사로 인하여 도카이도 신칸센의 선로를 차용하여 임시 승강장을 두고 영업.
  - 12월 29일: 고가선 준공, 현 플랫폼으로 이설.
- 2001년 3월 24일: 플랫폼 연장으로 인한 8량 편성 대응 승강장이 된다.
- 2011년 3월 16일: 배리어 프리 대응 공사 완성.
- 2013년 12월 21일: 역 번호 도입.

## 역 구조
도카이도 신칸센의 고가교와 병행하여 상대식 승강장 2면 2선의 고가역이다. 개찰구는 1개소 뿐이고 고가 직하의 지평선에 있다. 개찰 내 대합실과 승강장을 연결하는 계단은 승강장의 가와라마치 방향에 있다.
도카이도 신칸센이 붙어 있어서 신칸센이 고속으로 통과하는 것을 가까이에서 볼 수 있다.

### 승강장
| 번호 | 노선        | 방향 | 행선                                                               |
| ---- | ----------- | ---- | ------------------------------------------------------------------ |
| 동측 | ■ 교토 본선 | 상행 | 가쓰라・아라시야마・가라스마・교토 방면                            |
| 서측 | ■ 교토 본선 | 하행 | 오사카 (우메다)・아와지・덴가차야・기타센리・고베・다카라즈카 방면 |

## 역 주변
명수 백선이 있을 정도로 지하에는 많은 물이 있지만 지표에 보이는 물은 적은 곳에 "미나세" 글씨가 맞춰져 있다.
- 미나세 신궁 - 경내에는 오사카부 유일한 명수 백선,"별궁의 물"이 있다.
- 사쿠라이 역 자취
- 시마모토 미나세 우체국
- 히타치 금속 야마자키 제작소
- 시마모토 정립 제4초등학교
- JR 교토 선 시마모토역 - 약 700m.
- 시마모토 정립 역사 문화 자료관
- 시마모토 정 사무소
- 시마모토 정립 도서관

## 인접역
| 한큐 전철 ■ 교토 본선    | 한큐 전철 ■ 교토 본선 | 한큐 전철 ■ 교토 본선            |
| ------------------------ | --------------------- | -------------------------------- |
| HK-73 간마키 우메다 방면 | ■ 준급 ■ 보통         | 오야마자키 HK-75 가와라마치 방면 |